# 646 a. C.
El año 646 a.C. fue un año del calendario romano pre-juliano. En el Imperio Romano, fue conocido como el año 108 Ab Urbe condita.

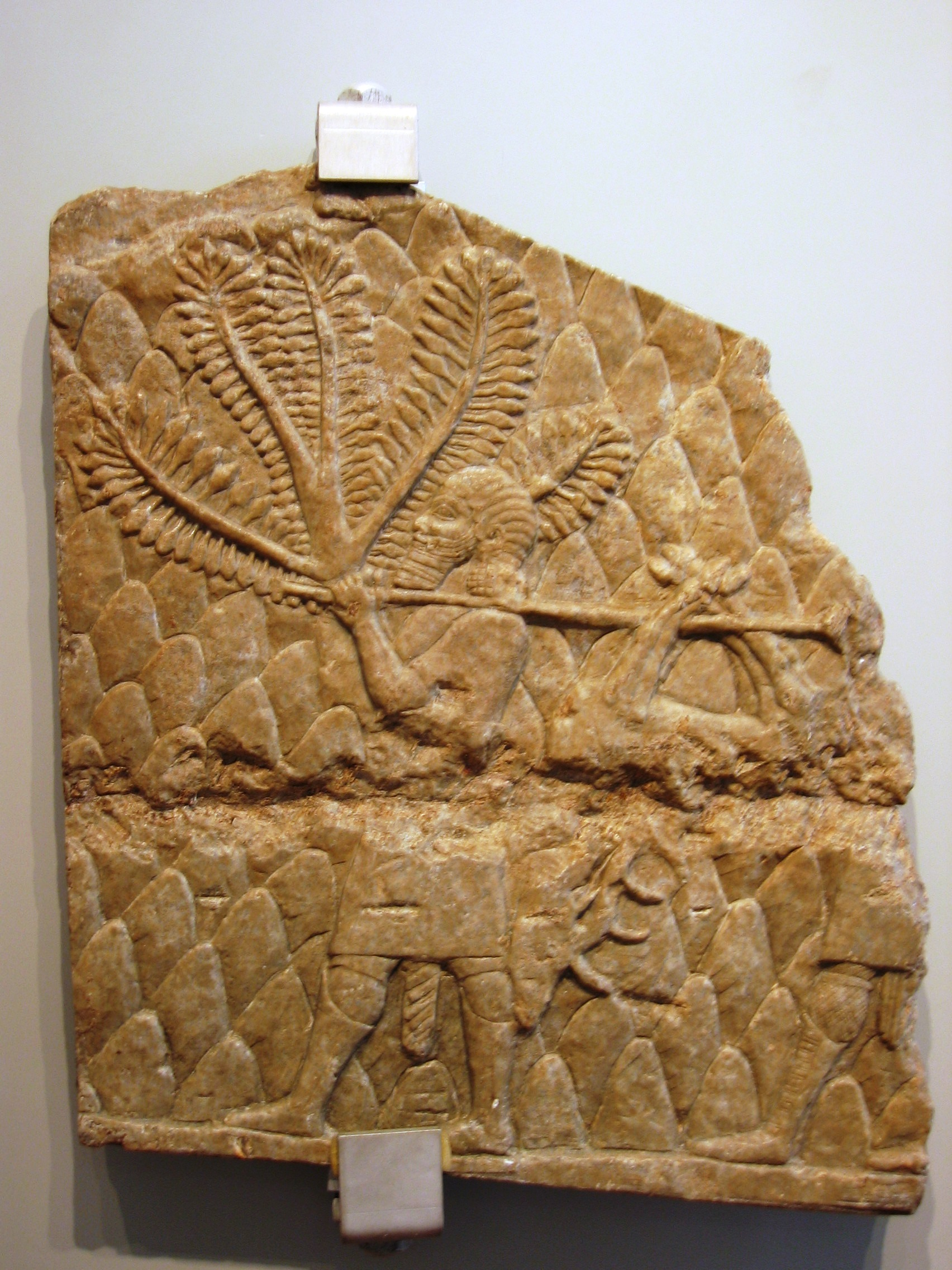
Relieve de la época de Asurbanipal.

## Acontecimientos
- Batalla entre el rey asirio Asurbanipal y Khumma-Khaldash III de Elam.

- Datos: Q1059411